# Sephanoides
A Sephanoides a madarak osztályának sarlósfecske-alakúak (Apodiformes) rendjébe és a kolibrifélék (Trochilidae) családjába tartozó nem. Az alcsaládi besorolása bizonytalan, egyes szervezetek a valódi kolibriformák (Trochilinae) alcsaládjába sorolják ezt a nemet és a fajokat is.

## Rendszerezésük
A nemet George Robert Gray angol zoológus írta le 1840-ben, az alábbi 2 faj tartozik ide:
- chilei kolibri (Sephanoides sephaniodes)
- Juan Fernández-szigeteki kolibri (Sephanoides fernandensis)

## Előfordulásuk
Dél-Amerika déli részén honosak. Természetes élőhelyeik a szubtrópusi és trópusi esőerdők, mérsékelt övi erdők és cserjések, valamint vidéki kertek és városias régiók. Az egyik faj vonuló, a másik állandó.

## Megjelenésük
Testhossza 10–12 centiméter közötti.

## Életmódjuk
Nektárral táplálkoznak.